# Fall Weiss

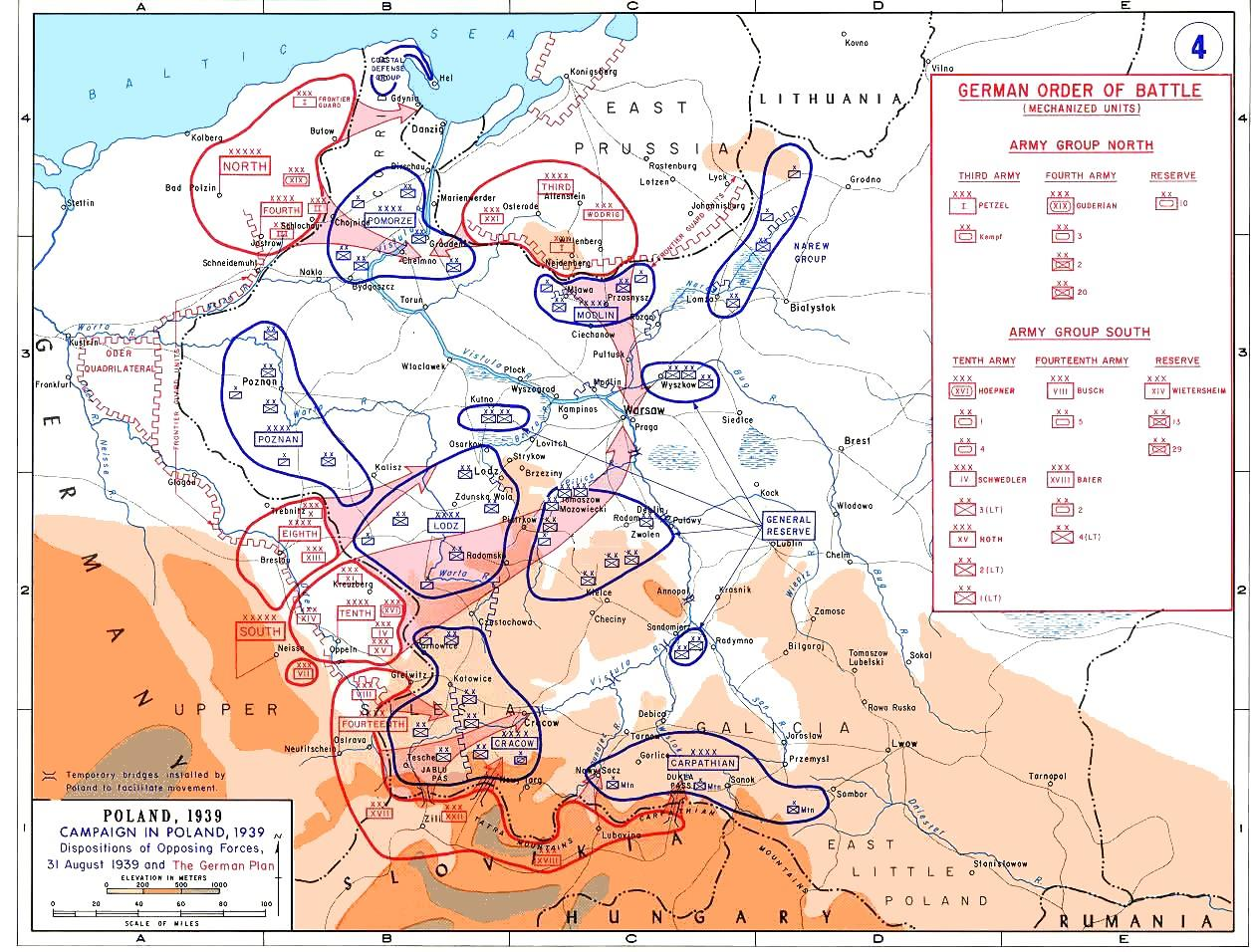
Mapa przedstawiająca rozmieszczenie sił niemieckich według planu Fall Weiss

Fall Weiss (z niem. Wariant Biały) – kryptonim strategicznego planu wojny z Polską, przygotowanego przez sztab niemieckiej armii (Wehrmacht) w roku 1939. Dyrektywę do opracowania planu wydał Adolf Hitler 11 kwietnia 1939, bezpośrednio po polsko-brytyjskiej umowie z 6 kwietnia 1939 przewidującej wzajemne gwarancje pomocy wojskowej w przypadku napaści.
Zakładał on rozpoczęcie działań wojennych bez aktu wypowiedzenia wojny i prowadzenie jej według doktryny Blitzkriegu (niem. wojna błyskawiczna). Fall Weiss sprowadzał się do uderzenia na Polskę z trzech kierunków: główne uderzenie Wehrmachtu wzdłuż zachodniej granicy Polski, uderzenie z północy, a więc z terenu Prus Wschodnich i Pomorza oraz uderzenie z południa – z terenu zależnej od Niemiec Słowacji.
Podstawowym założeniem planu był szybki marsz z trzech głównych kierunków na Warszawę oraz odcięcie i zniszczenie większości polskich sił na zachód od Wisły.
Wytyczne do prowadzenia wojny, wydane 11 kwietnia 1939 przez Adolfa Hitlera, Naczelnego Dowódcę Sił Zbrojnych Rzeszy przewidywały:
- Zlikwidowanie nieznośnej sytuacji Niemiec na granicy wschodniej poprzez rozstrzygnięcie zbrojne.
- W razie rozpoczęcia działań wojennych przez Anglię i Francję należy na nie zrzucić całą odpowiedzialność. Nieznaczne naruszenie granicy początkowo likwidować lokalnymi środkami.
- Przestrzeganie zapewnionej neutralności Holandii, Belgii, Luksemburga i Szwajcarii.

Fall Weiss wszedł w życie o godzinie 4:45, 1 września 1939 roku (kampania wrześniowa) i stał się pierwszą operacją II wojny światowej.
Początkowo rozpoczęcie ofensywy przeciw Polsce przewidywano na 26 sierpnia, jednak w nocy z 25 na 26 sierpnia rozkaz odwołano, mimo że część jednostek zajęła już swe pozycje wyjściowe.
Oprócz Wariantu Białego stratedzy niemieccy opracowali także inne warianty wojny w zachodniej Europie: Fall Gelb (Wariant Żółty), Fall Rot (Wariant Czerwony), Fall Blau (Wariant Niebieski), które zostały wykorzystane w prowadzonych przez Wehrmacht działaniach wojennych.